# Siberion lenaicus
Il siberion (Siberion lenaicus) è un animale estinto, appartenente ai lobopodi. Visse nel Cambriano inferiore (circa 515 milioni di anni fa) e i suoi resti fossili sono stati ritrovati in Siberia.

## Descrizione
Lungo circa 10 centimetri, questo animale possedeva un corpo allungato e finemente annulato. Ai lati del corpo erano presenti 12 paia di strutture annulate simili a zampe, corte e forti, dotate di una serie di sottili strutture tubolari che emergevano dagli annuli. Il corpo era dotato di due serie parallele di minuscoli tubercoli. Il capo era grosso e portava appendici frontali eccezionalmente robuste, dotate di corte spine lungo il margine anteriore.

## Classificazione
Siberion lenaicus venne descritto per la prima volta nel 2011, sulla base di un fossile ritrovato in Siberia, lungo la sponda destra del fiume Lena vicino alla foce del torrente Ulukhan-Tuoidakh. Siberion era un rappresentante dei lobopodi, un gruppo di organismi comuni nel Cambriano, dotati di appendici annulate con funzione di zampe e probabilmente vicini all'origine degli attuali “vermi di velluto” (Onychophora). Siberion, in particolare, sembrerebbe essere stato molto vicino al grande Xenusion, e farebbe parte di un clade (Siberiida) composto anche da due generi cinesi (Jianshanopodia e Megadictyon), caratterizzati da una riduzione e un ripiegamento ventrale della proboscide tipica dei lobopodi. È possibile inoltre che questi lobopodi siano all'origine dei grandi anomalocarididi predatori.

## Paleobiologia
Siberion era un organismo marino che viveva sul fondale; probabilmente catturava le prede grazie alle enormi appendici frontali.